# خانه‌های انرژی مثبت

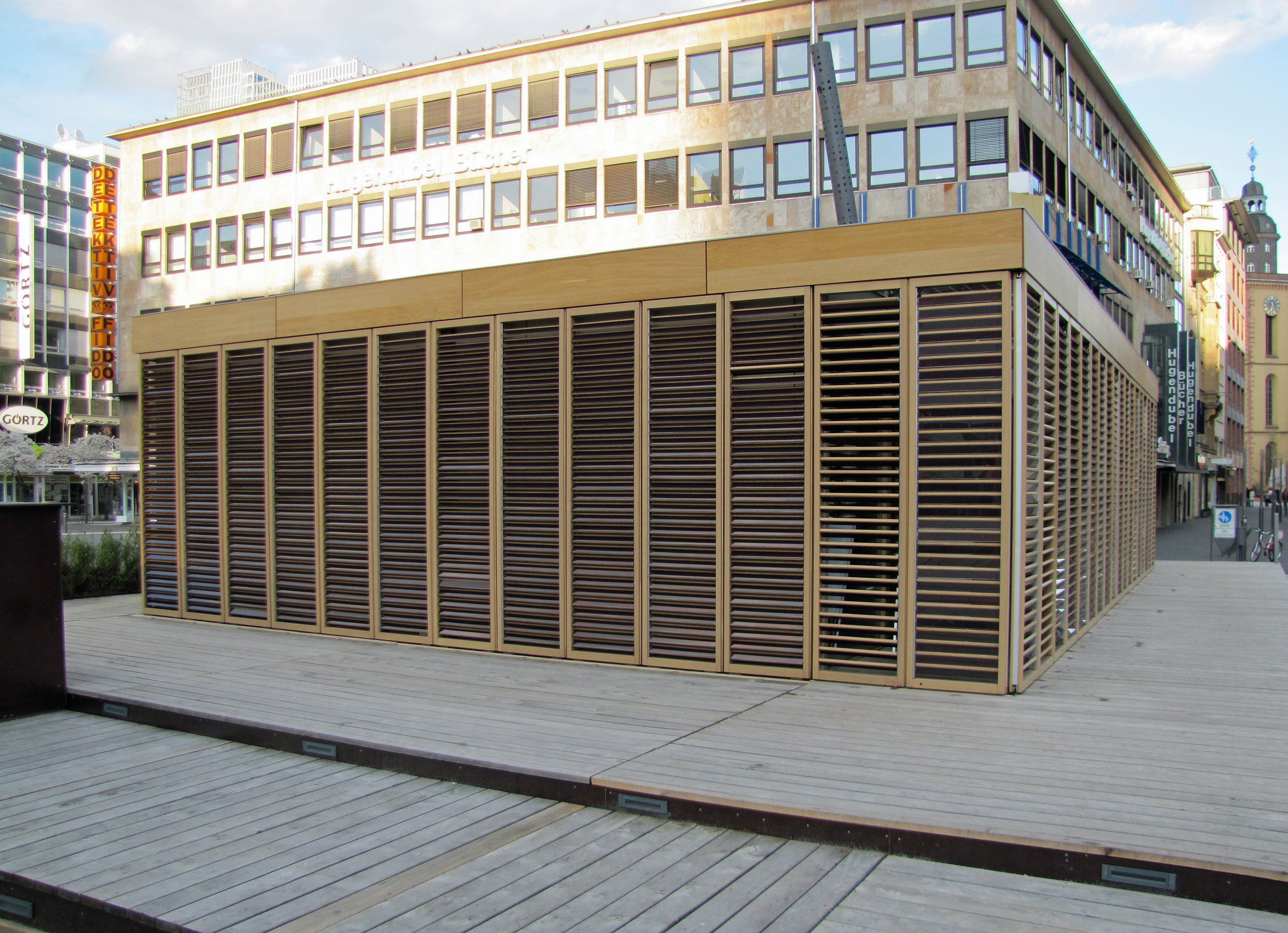
یک نمونه اولیه در آلمان

خانه‌های انرژی مثبت (به انگلیسی: Energy-plus-house) به خانه‌هایی اطلاق می‌شود که بیشترین انرژی خود در طول یک سال را از منابع انرژی تجدید پذیر تأمین کند.
از ویژگی‌های این نو ساختمان می‌توان موارد زیر را ذکر کرد:
- طراحی منفعل خورشیدی ساختمان
- عایق
- دقت در انتخاب سایت و نحوه قرار گیری ساختمان

بدین صورت است که با استفاده از ترکیبی از فناوری نسل نو و ساختمان‌هایی که بر پایه تکنیک‌های میکرو انرژی پایین است می‌توان خانه‌هایی با انرژی مثبت به دست آورد، کاهش کارآیی مدرن نیز می‌تواند به صرفه جویی انرژی کمک کند، با این حال بسیاری از خانه‌های انرژی مثبت تقریباً از یک خانه سنتی غیرقابل تشخیص است، و مردم ترجیح می‌دهند به جای استفاده از لوازم بسیار انرژی بر لوازم و تجهیزاتی با انرژی کارآمد در سراسر خانه استفاده کنند.